# Qin Qian
Qin Qian (en chino: 秦钱; 7 de diciembre de 1987) es una deportista china que compitió en judo.
Ganó tres medallas de plata en el Campeonato Mundial de Judo en los años 2010 y 2011, y  una medalla de oro en el Campeonato Asiático de Judo de 2012. En los Juegos Asiáticos de 2010 consiguió una medalla de plata.

## Palmarés internacional
| Campeonato Mundial  | Campeonato Mundial   | Campeonato Mundial | Campeonato Mundial |
| Año                 | Lugar                | Medalla            | Categoría          |
| ------------------- | -------------------- | ------------------ | ------------------ |
| 2010                | Tokio (Japón)        | Medalla de plata   | +78 kg             |
| 2010                | Tokio (Japón)        | Medalla de plata   | Abierta            |
| 2011                | París (Francia)      | Medalla de plata   | +78 kg             |
| Juegos Asiáticos    |                      |                    |                    |
| Año                 | Lugar                | Medalla            | Categoría          |
| 2010                | Cantón (China)       | Medalla de plata   | +78 kg             |
| Campeonato Asiático |                      |                    |                    |
| Año                 | Lugar                | Medalla            | Categoría          |
| 2012                | Taskent (Uzbekistán) | Medalla de oro     | +78 kg             |